# いなりん
いなりんは、愛知県豊川市の観光マスコットキャラクター。「豊川市宣伝部長」にも就任しており、事実上は同市のオフィシャルマスコットでもある。

## 概要
豊川市観光協会が街おこしの一環として「地域の名物である『いなり寿司』のブランド化」を打ち出し、豊川市観光協会が製作したと思われがちだが、地元の穂の国青年会議所が「豊川いなり寿司」のシンボル的なアイテムを作れないかと「マスコットキャラクターのデザイン公募、およびそのマスコットの着ぐるみの制作」を行ない、全国から集まった900点の作品から選ばれたのがいなりんである。
2009年11月のイベントでお披露目された。なお名前は三河弁で「いなり寿司、食べて下さい」を意味する「いなり寿司、食べりん」から付けられた。

## 特徴
性別は男の子。キツネといなり寿司とが融合したようなキャラクターで、背中からは油揚げに詰められたシャリがはみ出そうになっている。
- 身長　131 cm
- 年齢　もうすぐ2歳
- 体重　84 kg
- 好き　いなり寿司、みたらし団子（ご当地名物）
- 嫌い　暑い日（お米がカピカピになる為）
- 趣味　市民ウオッチング、温泉めぐり、紅しょうが作り、ひなたぼっこ
- 仕事　豊川いなり寿司のPR、遊び
- 父 いなごん - 音羽地区特産の「音羽米」を作る農家。
- 母 いなりんこ - いなりずしを使った創作料理を作るのが趣味。
- 友達 イナリソ - いなりんがそのまま黒くなったような姿。

## いなりんの歌
2011年2月に、以下の三曲が「いなりんの歌」に認定される。この内、土性さんの「だいすき　いなりん」は、DVDにされ、市内の幼稚園・保育園に配布された。
- CODE-Gの「RAP THE いなりん」
- 土性（どしょう）暖乃香さんの「だいすき　いなりん」
- 南英市さんの「いなりんって知ってるかい」

## いなりん応援ソング
2018年3月、新たな公募により6曲が「いなりん応援ソング」に認定された。
同17日に「第4回いなりんピック」と同時に開催された「第1回とよかわミニ音楽祭」にて披露され、すべてが観光協会の公認歌となる。
このうち天野正晴さんの「ふりむいて！いなりん！」は、公認歌としては初の音楽配信がされ、音楽配信サイトからダウンロードができるようになった。
また、関東のイベントステージで聴くことができる場合もある。

## いなりんダンサーズ（INR48）
執筆時点においては、公式なダンサーとはなっていない。元々、いなりんのプロモーションビデオ作成時に、ダンススクールT・C Sproutが、「いなりんの歌」を歌うCODE-Gの呼びかけにより作った50人程のダンスユニットである。名前の由来は、INaRinの3文字と、50人近いメンバーの数からきており、命名者は、プロモーションビデオ撮影においてADを務めた女性である。INR48は、2011年7月24日のいなり楽市における公開撮影においてデビューをはたした。
- 名称　INR48
- 通称　いなりんダンサーズ
- 所属　T・C Sprout
- 構成　小学生・中学生の女性が主体（男性および、多少年上の女性等も混じる）
- 代表曲　RAP THE いなりん

## RAPTHEINARINのプロモーションビデオ
2011年8月19日に、いなりんの歌である「RAP THE いなりん」のプロモーションビデオが完成。いなり寿司で豊川市をもりあげ隊のHPにて公開されている。内容は、ZIP-FMミュージックナビゲーターの小林拓一郎が豊川市に観光に来た際、謎の力により豊川稲荷に引き寄せられ、そこに現れたいなりんが、豊川稲荷やその門前を紹介してくれると言うもの。最後は夢オチの様であるが、夢オチでは無い。いなりんの歌を歌う、CODE-Gおよび、INR48、商店街の方々、観光に来ていた方々、豊川市が本拠地のインターネットテレビ局、豊川観光協会等が力を合わせて制作した、市民制作のPVである。

## 関連グッズ
- Tシャツ
- ノート
- はがき
- バッジ